# Кандрыкуль (Туймазинский район)
Кандрыкуль (баш. Ҡандракүл) — село в Туймазинском районе Башкортостана, входит в состав Николаевского сельсовета.

## Географическое положение
Расстояние до:
- районного центра (Туймазы): 33 км,
- центра сельсовета (Николаевка): 7 км,
- ближайшей ж/д станции (Кандры): 10 км.

## История
Около озера Кандры на карте 1737 г. показана одноимённая деревня. На карте 1781 г. их уже две. Одна из них и есть Кандрыкуль — поселение башкир-канлинцев, владельцев вотчин из Урмекеевой тюбы. Они в 1782 г. приняли тептярей, с которыми через 3 года 2 июня оформили договорную запись, узаконив их припуск.
В 1834 г. здесь было 6 двоеженцев и 2 троеженца; один из них — 55-летний Кадыргул Сулейманов; его сыновья: Ямангул, Исламгул, Имангул.
В 1843 г. посев равнялся 1128 пудам хлеба. Это означало, что на каждого из 304 жителей приходилось по 3,7 пуда. На всю деревню было посажено 24 пуда картофеля. В деревне были мечеть и мельница. Тогда же по 100 ульев приходилось на башкир и тептярей.

## Население
| 2002 | 2009 | 2010 |
| ---- | ---- | ---- |
| 488  | ↗519 | ↗547 |

Национальный состав
Согласно переписи 2002 года, преобладающая национальность — башкиры (89 %).

## Религия
В селе есть мечеть.

## Известные уроженцы
- Нафиков, Галимьян Харисович (6 декабря 1938 — 28 июля 2011) — строитель, начальник управления КМСУ-3 треста «Нефтепроводмонтаж», Герой Социалистического Труда (1973)[5][6].